# Serica panchaseana
Serica panchaseana är en skalbaggsart som beskrevs av Ahrens 2004. Serica panchaseana ingår i släktet Serica och familjen Melolonthidae. Inga underarter finns listade i Catalogue of Life.